# Bành Đức Hoài
Bành Đức Hoài (chữ Hán phồn thể: 彭德懷, chữ Hán giản thể: 彭德怀, bính âm: Péng Déhuái, phiên âm hệ la-tinh thổ âm Bắc Kinh: P'eng Te-huai; 24 tháng 10 năm 1898 – 29 tháng 11 năm 1974) là một trong mười Nguyên soái Cộng hòa Nhân dân Trung Hoa. Với nhiều quân công chiến tích trong nhiều trận chiến với quân phiệt Trung Hoa, đế quốc Nhật, Quốc dân đảng, và Hoa Kỳ dưới ngọn cờ Liên Hợp Quốc ở Triều Tiên, tập kết thần tốc được 1 triệu quân và so tài cao thấp với danh tướng nổi tiếng Douglas MacArthur của Mỹ và vẫn giữ được thế bất bại, ông được xem là một nhân tài về quân sự của Trung Quốc, và là một trong những vị tướng tài trong chiến sử Trung Hoa.

## Tuổi trẻ
Ông tên thật là Bành Đức Hoa, sinh tại huyện Tương Đàm, tỉnh Hồ Nam. Rời gia đình năm 9 tuổi, ông làm việc ở mỏ than rồi ở các công trường xây đập bên Động Đình Hồ năm 13 và 15 tuổi. Năm 16 tuổi, ông gia nhập quân đội và từ đây theo đuổi sự nghiệp quân sự cho đến những năm cuối đời, tổng cộng 60 năm.
Năm 28 tuổi, Bành Đức Hoài đã là lữ đoàn trưởng trong quân đội Trung Hoa Dân quốc và bắt đầu tiếp xúc với các chính khách. Ông rời bỏ hàng ngũ Quốc dân đảng, tránh cuộc thanh trừng của Tưởng Giới Thạch năm 1927. Gia nhập Đảng Cộng sản Trung Quốc, rồi tham gia cuộc Vạn lý trường chinh, trong đó Bành Đức Hoài chỉ huy Quân đoàn ba.

## Sự nghiệp quân sự
Đóng góp của Bành Đức Hoài cho Đảng Cộng sản Trung Quốc được trân trọng ghi nhận và Mao Trạch Đông gọi ông là Bành Đại tướng quân.
Bành Đức Hoài và Lâm Bưu được coi là hai tướng lĩnh xuất sắc hơn cả trong hàng ngũ Hồng quân. Họ không hề tỏ ra xung khắc nhau trong cuộc Vạn lý trường chinh. Cả hai đều ủng hộ sự lãnh đạo cao nhất của Mao Trạch Đông tại hội nghị Tuân Nghĩa tháng 1 năm 1934.
Trong thời gian Chiến tranh kháng Nhật, Bành Đức Hoài là phó tổng tư lệnh quân đội của Đảng Cộng sản (Chu Đức là tổng tư lệnh). Hồng quân Trung Quốc tránh đối đầu trực diện với quân đội Nhật Bản mà để cho quân đội Quốc Dân Đảng thực hiện cuộc chiến tranh chính quy chống Nhật. Ông tổ chức các hoạt động chiến tranh du kích tại hậu phương quân Nhật Bản ở Bắc Trung Quốc. Sau khi quân Nhật đầu hàng quân Đồng minh năm 1945, cùng với Hạ Long (người sau này cũng trở thành Nguyên soái), ông chỉ huy Hồng quân bao vây Bắc Kinh, chia cắt quân đội Trung Hoa Dân quốc ở đây với phần còn lại. Sau đó, trong chiến tranh Quốc – Cộng (1945-1949), ông là tư lệnh Tập đoàn quân số một giải phóng các tỉnh Cam Túc, Ninh Hạ, Thanh Hải và Thiểm Tây.
Chiến tranh Triều Tiên (1950-1953) nổ ra, Lâm Bưu cáo ốm không muốn đảm nhận việc chỉ huy quân chí nguyện, thì Bành Đức Hoài đứng ra làm tư lệnh Chí nguyện quân Trung Quốc. Ông còn là Bộ trưởng Quốc phòng, ủy viên Bộ Chính trị Đảng Cộng sản Trung Quốc, được phong hàm Nguyên soái Quân giải phóng nhân dân Trung Quốc năm 1955.
Trong chiến tranh Triều Tiên, các sai lầm mang tính chiến lược làm 3 tập đoàn quân Trung Quốc bị bắt giữ dẫn đến uy tín của ông bị giảm sút trong Đảng cộng sản Trung Quốc. Ông hay có xung khắc với nguyên soái Lâm Bưu và thường giành ưu thế.

## Xa rời quyền lực
Tháng 6 năm 1959, trong Hội nghị Lư Sơn, Bành Đức Hoài viết thư riêng cho Mao Trạch Đông, chân thành đề cập đến thất bại, tình cảnh tiêu điều của nền kinh tế khi thực hiện Chính sách Đại nhảy vọt. Bức thư này đã biến ông trở thành tội đồ trong Cách mạng văn hóa Trung Quốc sau này. Mao Trạch Đông, tại Hội nghị Lư Sơn, đã quyết định công khai bức thư của Bành Đức Hoài và quy kết ông là tiêu cực. Với quyền lực của Mao Trạch Đông, toàn bộ Bộ Chính trị và Trung ương Đảng Cộng sản Trung Quốc đứng về phía Mao Trạch Đông hoặc lặng im. Gần như tất cả đả kích Bành Đức Hoài mà Lâm Bưu là người đứng đầu.
Ông bị phê phán nặng nề năm 1959 bởi những nhận xét về chính sách Đại nhảy vọt mà Mao Trạch Đông cho là không chấp nhận được. Chủ tịch Mao đồng ý rằng có một số sai sót nhưng nhìn chung là có tiến bộ tích cực. Bành Đức Hoài được gợi ý viết bản tự phê bình. Mao Trạch Đông, không còn nghi ngờ gì nữa, đối xử với ông như với kẻ thù. Nguyên soái bị đình chỉ mọi chức vụ, bị theo dõi và quản chế tại nhà riêng tại Thành Đô, Tứ Xuyên. Người thay thế ông ở cương vị Bộ trưởng Quốc phòng là Lâm Bưu. Thực tế, Bành Đức Hoài bị lưu đày, bị xa lánh trong suốt 16 năm còn lại của cuộc đời.
Còn những nguyên nhân sâu sắc khác dẫn đến sự thất sủng năm 1959. Dưới sự điều hành của Bành Nguyên soái, quân đội phát triển theo chiều hướng chính quy, chuyên nghiệp và giảm tính chính trị. Những thay đổi này bị đảo ngược khi Lâm Bưu nắm quyền. Mặt khác Bành Đức Hoài có những dấu hiệu không đồng ý với việc sút giảm quan hệ thân thiện với Liên Xô. Tuy vậy, năm 1959, uy tín của Mao Trạch Đông dù vẫn bao trùm nhưng đã xuống thấp chưa từng thấy, việc phế truất Bành Đức Hoài không thể thực hiện được nếu những người khác không nghi ngờ ông.

## Trong Cách mạng Văn hóa
Mùa hè năm 1967, đại biểu cách mạng văn hóa Trung ương đến thẩm vấn Bành Đức Hoài. Thực chất là đánh đập, tra tấn và ép buộc ông phải thú nhận những vấn đề sau:
1. Quan hệ với Lưu Thiếu Kỳ, Đặng Tiểu Bình, Hạ Long.
2. Ở chiến trường Triều Tiên đã phản đối phương châm chiến lược của Mao Chủ tịch.
3. Mao Ngạn Anh rốt cuộc đã chết như thế nào?
Sau đó, Bành Đức Hoài bị Hồng vệ binh về Bắc Kinh nhốt trong một doanh trại quân đội ở ngoại ô phía tây Bắc Kinh với điều kiện vệ sinh tồi tệ, không được chăm sóc y tế. Tháng 4 năm 1973, Bành Đức Hoài được xác định là bị ung thư trực tràng ở giai đoạn cuối. Do suy nhược sau khi mổ, tâm trạng tồi tệ, cố gắng của các bác sĩ không ngăn được tế bào ung thư nhanh chóng lan rộng. Bành Đức Hoài dặn dò các cháu: "Sau khi bác chết, hãy chôn tro xương của bác về quê, chôn xuống đất, bên trên trồng một cây ăn quả, tro xương có thể làm phân bón, để bác báo đáp mảnh đất quê hương lần cuối cùng, báo đáp bà con thân thuộc". Tháng 10 năm 1974, Bành Đức Hoài ở trong tình trạng thường xuyên bị hôn mê, chỉ dựa vào truyền dịch để duy trì sự sống. Ông qua đời ngày 29 tháng 11 năm 1974, trung thành với lý tưởng cộng sản và nhưng vẫn giữ những bất đồng ý kiến với Mao Trạch Đông.

## Phục hồi danh dự
Năm 1978, tại Hội nghị Trung ương lần thứ ba, khóa 11, Ban chấp hành trung ương Đảng Cộng sản Trung Quốc, trường hợp của Nguyên soái Bành Đức Hoài được xem xét lại, án oan được cải chính và những đóng góp của ông với cuộc Cách mạng vô sản Trung Quốc được khẳng định. Dương Thượng Côn nhận xét về Bành Đức Hoài "Ông ấy là người chính trực và ngay thẳng. Ông dành mạng sống và tay chân cho cách mạng Trung Quốc. Ông ấy trung thành và liêm khiết. Không gì có thể xóa nhòa hình ảnh sáng chói của Bành Đức Hoài khỏi lịch sử Trung Quốc".